# Васцы (Псковская область)
Васцы — деревня в Псковском районе Псковской области. Входит в состав Серёдкинской волости. 

## География
Расположена в 35 километрах к северу от Пскова и в 6 км к северо-востоку от деревни Верхолино.

## История
До 1 января 2010 года деревня входила в состав ныне упразднённой Верхолинской волости.

## Население
| 2001 | 2002 | 2010 |
| ---- | ---- | ---- |
| 1    | →1   | ↘0   |

## Топографические карты
- Лист карты O-35-XVII Новоселье. Масштаб: 1 : 200 000. Издание 1980 г.